# Livraria Garnier
A B. L. Garnier, anteriormente denominada Garnier Irmãos, tornando-se, porém, mais conhecida como Livraria Garnier, foi uma livraria e editora localizada no Rio de Janeiro, e que esteve em atividade entre os anos de 1844 e 1934. Seu presidente era Baptiste Louis Garnier. Notabilizou-se por publicar livros de escritores que se tornaram famosos, como Machado de Assis.

## Histórico
Os irmãos Auguste (nascido em 1812) e Hippolyte (nascido em 1816) Garnier começaram a trabalhar como balconistas de livraria em Paris, em 1828. Aos 21 e 17 anos, respectivamente, abriram seu próprio negócio, a "Garnier Frères". O irmão mais novo, Baptiste Louis Garnier, (1823 - 1893), trabalhou para seus irmãos até 1844, e depois partiu para o Brasil, chegando ao Rio de Janeiro em 24 de junho de 1844, onde abriu uma filial da "Garnier Frères". Após dois anos de acomodações temporárias, Baptiste instalou-se na Rua do Ouvidor, nº 69 (mais tarde renumerada 65), e permaneceu ali até 1878, mudando-se para o nº 71, em frente ao seu principal concorrente, a “Livraria Universal”, de E. & H. Laemmert. Garnier transformou-se, assim, num dos principais editores do Brasil da segunda metade do século XIX. A Livraria Garnier editava seus livros no Brasil e os imprimia em Paris e em Londres
Até 1852, a firma denominava-se “Garnier Irmãos”, depois, “B. L. Garnier”, e acredita-se que Baptiste tenha se separado dos irmãos entre 1864 e 1865.
No início da década de 1870, a Garnier teve sua própria tipografia, a “Tipografia Franco-americana”. No conjunto, Garnier tem o crédito de 655 trabalhos de autores brasileiros publicados, entre 1860 e 1890, além de várias traduções, do francês, de romances mais populares. Deve-se a Garnier o formato francês dos livros que o Brasil adotou: in-oitavo (16,5 x 10,5 cm) e in-doze (17,5 x 11,0 cm), imitações da firma parisiense Calmann-Levy.
Seu relacionamento profissional com Machado de Assis, publicando pela primeira vez obras como Memórias Póstumas de Brás Cubas (1881), Quincas Borba (1891), durou cerca de 20 anos, e ampliou o mercado editorial da época.
Em 1891, com saúde precária, Baptiste iniciou negociações para a venda de sua empresa, mas insatisfeito com os preços, desistiu, falecendo 3 anos depois, em 1º de outubro de 1893; a firma passou para seu irmão Hippolyte, que residia em Paris, voltando assim à condição inicial de filial da "“Garnier Frères”" no Rio de Janeiro.
Hippolyte Garnier tinha 77 anos quando seu irmão Baptiste morreu. A Garnier na França acabou sendo, nas décadas de 1890 e 1920, a principal editora de literatura hispano-americana em todo o mundo. A morte de Baptiste, assim como dos irmãos Laemmert causou uma estagnação no mercado livreiro brasileiro, além de que a queda do império transformou completamente o clima social. Em 1898, Hyppolite mandou ao Rio um novo gerente, Julien Lansac, e seu assistente chefe passou a ser Jacinto Silva, que teve grande autonomia, pelas dificuldades de Julien falar a língua portuguesa. Hippolyte mandou reformar as instalações da Garnier, que foi inaugurado com gala. Cada um dos convidados foi presenteado com um exemplar da 2ª edição de Dom Casmurro, de Machado de Assis, autografado. Por volta de 1904, Jacinto Silva saiu da firma e foi dirigir o departamento de livros da Casa Garraux, em São Paulo, e em 1920 instalou sua própria “Casa Editora O Livro”, que foi o centro do movimento modernista.
Hippolyte Garnier morreu aos 95 anos em 1911, e Lansac voltou à França em 1913; os negócios passaram para um sobrinho, Auguste P. Garnier, que enviou para o Rio de Janeiro outro gerente francês, Émile Izard (nascido em 1874). A partir de então, a Garnier entrou em decadência, com poucas publicações, e o fim chegou perto de 1934, quando a Livraria Garnier foi vendida a Ferdinand Briguiet, que anteriormente comprara a Livraria de Lachaud, na Rua Nova do Ouvidor.

## Livraria Briguiet-Garnier
Quando a Garnier foi vendida passou a usar o nome Livraria Briguiet-Garnier e durou até 1951, quando a Difusão Europeia do Livro (DIFEL) assumiu a filial brasileira da Garnier. O edifício da Garnier foi demolido em 1953 para dar lugar a um banco, e a Briguiet ficou restrita à Rua Nova do Ouvidor. Briguiet então já fora substituído por seu sobrinho Ferdinand, que morreu sem herdeiros em meados de 1970. Alguns dos ativos da firma foram comprados pela Livraria Itatiaia de Belo Horizonte, e a Loja Briguiet foi fechada em 1973.